# Parry Sound
Parry Sound is een stad in de Canadese provincie Ontario en telt 5818 inwoners (2006). De stad is gelegen aan de oostelijke oever van Georgian Bay. Parry Sound ligt 160 km ten zuiden van Sudbury en 225 km ten noorden van Toronto.